# イザベラ・ヤギェロンカ

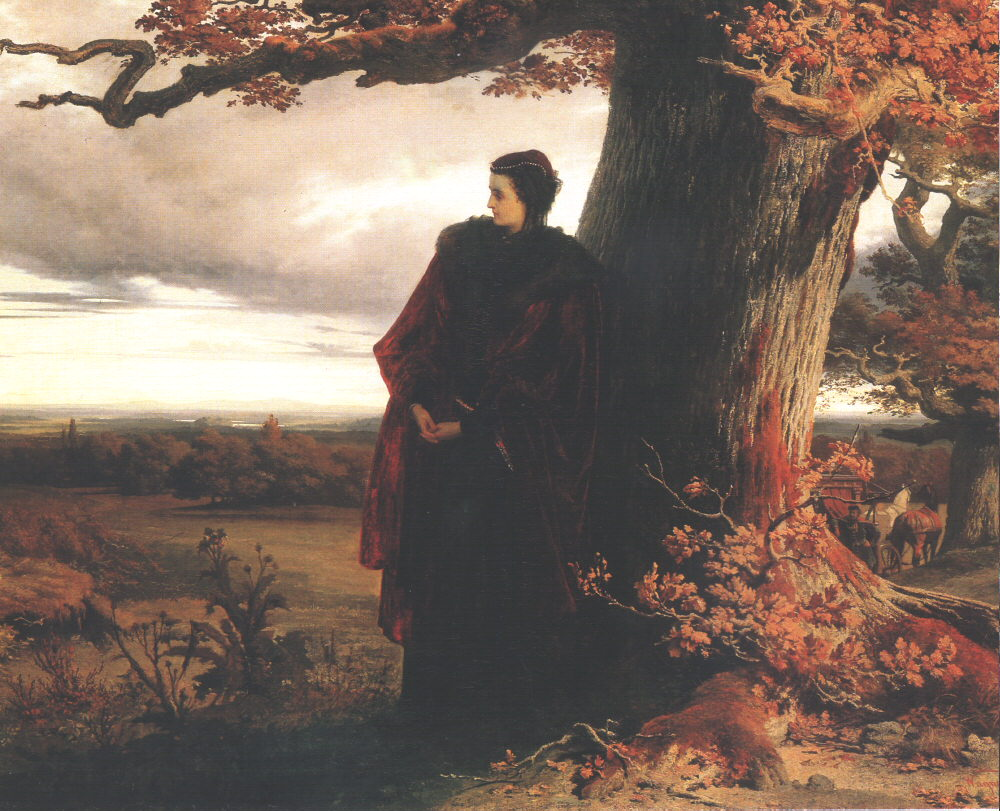
皇帝フェルディナント1世の手に落ちたトランシルヴァニアを去るイザベラ

イザベラ・ヤギェロンカ（ポーランド語:Izabella Jagiellonka, ハンガリー語:Jagelló Izabella, 1519年1月18日 - 1559年9月15日）は、ハンガリー王サポヤイ・ヤーノシュの妃。

## 概要
ポーランド王ジグムント1世と、その2番目の妻ボナ・スフォルツァとの最初の子供として生まれ、ポーランド宮廷の両親の元で少女期を過ごした。イタリア人の母親は娘にイタリア語と洗練されたルネサンス文化を教え込み、そのおかげでイザベラは4か国語を操る教養ある王女に育った。1539年、イザベラはハンガリーの王位請求者サポヤイ・ヤーノシュと結婚し、翌1540年7月8日に息子のヤーノシュ・ジグモンドが生まれた。ところが息子が生まれた2週間後に夫は病死し、この時よりイザベラは国王の未亡人として幼い息子の王位を守るための戦いを始めることになった。夫サポヤイの王位は（少なくとも1526年の選出時は）、ハンガリー「国民」（＝貴族）の総意で選ばれた正統なものだったのである。
1541年、ハンガリーの首都ブダがオスマン帝国に占領されると、イザベラはスレイマン大帝の命令でトランシルヴァニアに赴き、まだ幼児の息子と共に同地域の支配者となったが、実際の政務執行者はジョルジョ・マルティヌッツィであった。1551年の夏、ニールヴァートルで結ばれたアルバ・ユリアの和約に従って仇敵フェルディナント1世がトランシルヴァニアを占領すると、イザベラはこの地を離れることになった。
伝説によれば、イザベラは逃避行中にメシェスの城門で休息を取った際、古い樫の木の皮に自らのモットーの略字「SFV」を刻んだ。これは「これぞ運命の意志（Sic fata volunt）」という意味である。1556年の秋、イザベラはハンガリーにいる同盟者達の求めに応じて、息子と側近のチャーキイ・ミハーイを連れて再びハンガリー領に入った。チャーキイの助けを得てイザベラはトランシルヴァニアに行政府を組織し、新国家を建設した。彼女はこの国家を1559年に死ぬまで一人息子ヤーノシュ・ジグモンドと共に統治した。